# Портрет Николая Александровича Чичерина
«Портрет Николая Александровича Чичерина» — картина Джорджа Доу и его мастерской из Военной галереи Зимнего дворца.
Картина представляет собой погрудный портрет генерал-майора Николая Александровича Чичерина из состава Военной галереи Зимнего дворца.
Во время Отечественной войны 1812 года генерал-майор Чичерин находился в отставке и с началом военных действий прибыл в 1-ю Западную армию волонтером, участвовал в нескольких арьергардных боях с французами, а после сражения под Смоленском был зачислен на действительную службу с назначением в свиту великого князя Константина Павловича. В конце 1812 года в одной из стычек с французами упал с лошади и сломал ногу, вследствие чего оставил армию. Вернулся в строй в разгар Заграничного похода 1813 года, однако вскоре был вновь тяжело ранен, находился на лечении в Карлсбаде и сумел предотвратить побег из русского плена французского генерала М. М. Клапареда.
Изображён в генеральском мундире, введённом для кавалерийских генералов 6 апреля 1814 года. На шее крест ордена Св. Владимира 3-й степени; по борту мундира крест прусского ордена Пур ле мерит; справа на груди крест ордена Св. Георгия 4-го класса и серебряная медаль «В память Отечественной войны 1812 года» на Андреевской ленте. С тыльной стороны картины надпись: Tchitcherin. Подпись на раме: Н. А. Чичеринъ 1й, Генералъ Маiоръ.
Несмотря на то, что 7 августа 1820 года Комитетом Главного штаба по аттестации Чичерин был включён в список «генералов, о внесении портретов коих Комитет не решается сделать заключения» ибо «в 1812 г. находился в разных сражениях без команды при авангарде», фактическое решение о написании его портрета было принято раньше, поскольку гонорар Доу за эту работу был выплачен 18 февраля и 10 марта 1820 года. Однако портрет был написан значительно позже — как это следует из письма самого Чичерина в Инспекторский департамент Военного министерства от 12 февраля 1823 года, где сказано: «уже три года как одержим болезнями, не позволяющими мне предпринять никакого путешествия, лишают надежды когда-либо быть в Петербурге, но дабы выполнить волю Государя, столь лестную для русского офицера, пригласил живописца снять с себя портрет, коль скоро будет кончен доставлю его господину Даву для снятия с оного копии, когда он будет находиться в Петербурге». Готовый портрет принят в Эрмитаж 7 сентября 1825 года. Портрет-прототип современным исследователям неизвестен.